# Natação no Campeonato Mundial de Esportes Aquáticos de 2022 - 1500 m livre masculino
A prova dos 1500 metros livre masculino da natação no Campeonato Mundial de Esportes Aquáticos de 2022 ocorreu nos dias 24 e 25 de junho, em Budapeste, na Hungria.

## Recordes
Antes desta competição, os recordes mundiais e do campeonato nesta prova eram os seguintes:
| Tipo                  | Atleta   | Tempo      | Local   | Data                |
| --------------------- | -------- | ---------- | ------- | ------------------- |
|                       | Sun Yang | 14m 31s 02 | Londres | 4 de agosto de 2012 |
| Recorde do campeonato | Sun Yang | 14m 34s 14 | Xangai  | 31 de julho de 2011 |

Os seguintes novos recordes foram estabelecidos durante esta competição. 
| Data        | Prova | Nadador              | Nacionalidade | Tempo      | Recordes              |
| ----------- | ----- | -------------------- | ------------- | ---------- | --------------------- |
| 25 de junho | Final | Gregorio Paltrinieri | Itália        | 14m 32s 80 | Recorde do campeonato |

## Medalhistas
| Ouro                       | Prata             | Bronze                  |
| Gregorio Paltrinieri (ITA) | Bobby Finke (USA) | Florian Wellbrock (GER) |

## Cronograma
Todos os horários são locais (UTC+2). 
| Data        | Hora   | Evento        |
| ----------- | ------ | ------------- |
| 24 de junho | 10:11  | Eliminatórias |
| 25 de junho | '18:17 | Final         |

## Resultados

### Eliminatórias
Esses foram os resultados das eliminatórias. A prova foi realizada no dia 24 de junho com início às 10:11.
| Pos. | Bateria | Raia | Nadador               | Nacionalidade  | Tempo    | Notas            |
| ---- | ------- | ---- | --------------------- | -------------- | -------- | ---------------- |
| 1    | 2       | 4    | Florian Wellbrock     | Alemanha       | 14:50.12 | Q                |
| 2    | 2       | 5    | Mykhailo Romanchuk    | Ucrânia        | 14:50.68 | Q                |
| 3    | 3       | 5    | Bobby Finke           | Estados Unidos | 14:50.71 | Q                |
| 4    | 2       | 2    | Guilherme Costa       | Brasil         | 14:53.03 | Q,               |
| 5    | 2       | 6    | Damien Joly           | França         | 14:53.47 | Q                |
| 6    | 3       | 3    | Lukas Märtens         | Alemanha       | 14:53.59 | Q                |
| 7    | 3       | 4    | Gregorio Paltrinieri  | Itália         | 14:54.56 | Q                |
| 8    | 2       | 3    | Daniel Jervis         | Reino Unido    | 14:56.89 | Q                |
| 9    | 3       | 1    | Daniel Wiffen         | Irlanda        | 14:57.66 | Recorde nacional |
| 10   | 3       | 6    | Charlie Clark         | Estados Unidos | 15:00.33 |                  |
| 11   | 3       | 0    | Krzysztof Chmielewski | Polónia        | 15:07.70 |                  |
| 12   | 2       | 0    | Kim Woo-min           | Coreia do Sul  | 15:08.50 |                  |
| 13   | 3       | 8    | Henrik Christiansen   | Noruega        | 15:09.53 |                  |
| 14   | 3       | 2    | Samuel Short          | Austrália      | 15:10.14 |                  |
| 15   | 3       | 9    | Marwan Elkamash       | Egito          | 15:10.80 |                  |
| 16   | 3       | 7    | Nguyễn Huy Hoàng      | Vietname       | 15:15.06 |                  |
| 17   | 2       | 1    | Ákos Kalmár           | Hungria        | 15:21.44 |                  |
| 18   | 2       | 7    | Carlos Garach         | Espanha        | 15:30.62 |                  |
| 19   | 1       | 6    | Rafael Ponce de León  | Peru           | 15:54.72 |                  |
| 20   | 1       | 4    | Rodolfo Falcón        | Cuba           | 16:02.43 |                  |
| 21   | 2       | 9    | Tonnam Kanteemool     | Tailândia      | 16:09.28 |                  |
| 22   | 1       | 5    | Abib Khalil           | Líbano         | 16:12.11 |                  |
| 23   | 1       | 3    | Jahir López           | Equador        | 16:57.92 |                  |
| 24   | 2       | 8    | Cheng Long            | China          | DNS      | DNS              |

### Final
A final foi realizada em 25 de junho às 18:17.
| Pos.              | Raia | Nadador              | Nacionalidade  | Tempo    | Notas                 |
| ----------------- | ---- | -------------------- | -------------- | -------- | --------------------- |
| Medalha de ouro   | 1    | Gregorio Paltrinieri | Itália         | 14:32.80 | ,                     |
| Medalha de prata  | 3    | Bobby Finke          | Estados Unidos | 14:36.70 | Recorde da América    |
| Medalha de bronze | 4    | Florian Wellbrock    | Alemanha       | 14:36.94 |                       |
| 4                 | 7    | Lukas Märtens        | Alemanha       | 14:40.89 |                       |
| 5                 | 5    | Mykhailo Romanchuk   | Ucrânia        | 14:40.98 |                       |
| 6                 | 6    | Guilherme Costa      | Brasil         | 14:48.53 | Recorde sul-americano |
| 7                 | 8    | Daniel Jervis        | Reino Unido    | 14:48.86 |                       |
| 8                 | 2    | Damien Joly          | França         | 15:09.15 |                       |

Legenda
| Recorde mundial       | Recorde mundial (World record)               |                       | Recorde africano                      | Recorde africano (African) |                                           | Q | Classificado por posição (Qualified) |
| Recorde do campeonato | Recorde do campeonato (Championship record)  | Recorde da América    | Recorde da América (Americas)         | q                          | Classificado por melhor tempo (Qualified) |   |                                      |
| Melhor marca do ano   | Melhor marca do ano (World leading)          | Recorde asiático      | Recorde asiático (Asian)              | DNS                        | Não largou (Did not start)                |   |                                      |
| Recorde nacional      | Recorde nacional (National record)           | Recorde europeu       | Recorde europeu (European)            | DNF                        | Não terminou (Did not finish)             |   |                                      |
| Recorde pessoal       | Recorde pessoal do atleta (Personal best)    | Recorde da Oceania    | Recorde da Oceania (Oceania)          | DSQ / DQ                   | Desclassificado (Disqualified)            |   |                                      |
| Recorde da temporada  | Recorde da temporada do atleta (Season best) | Recorde sul-americano | Recorde sul-americano (South America) | NM                         | Sem marca (No mark)                       |   |                                      |